# Ambrosiella sulcati
Ambrosiella sulcati är en svampart som beskrevs av A. Funk 1970. Ambrosiella sulcati ingår i släktet Ambrosiella och familjen Ceratocystidaceae.   Inga underarter finns listade i Catalogue of Life.